# Hyalolaena jaxartica
Hyalolaena jaxartica là một loài thực vật có hoa trong họ Hoa tán. Loài này được Bunge mô tả khoa học đầu tiên.